# British Academy Film Award de la meilleure contribution au cinéma britannique
Le British Academy Film Award de la meilleure contribution au cinéma britannique (British Academy Film Award for Outstanding British Contribution to Cinema) est une récompense cinématographique britannique décernée depuis 1979 par la British Academy of Film and Television Arts (BAFTA) lors de la cérémonie annuelle des British Academy Film Awards.
Elle a été nommée « Michael Balcon Award » de 1979 à 2007.

## Récipiendaires
- 1979 : Les Bowie, Colin Chilvers, Denys N. Coop, Roy Field, Derek Meddings, Zoran Perisic et Wally Veevers
- 1980 : The Children's Film Foundation
- 1981 : Aucune récompense
- 1982 : David Puttnam
- 1983 : Arthur Wooster
- 1984 : Colin Young
- 1985 : Aucune récompense
- 1986 : Sydney Samuelson
- 1987 : Film Production Executives
- 1988 : La troupe des Monty Python
- 1989 : Charles Crichton
- 1990 : Lewis Gilbert
- 1991 : Jeremy Thomas
- 1992 : Derek Jarman
- 1993 : Kenneth Branagh
- 1994 : Ken Loach
- 1995 : Ridley Scott et Tony Scott
- 1996 : Mike Leigh
- 1997 : Film4
- 1998 : Mike Roberts
- 1999 : Michael Kuhn
- 2000 : Joyce Herlihy
- 2001 : Mary Selway
- 2002 : Vic Armstrong
- 2003 : Michael Stevenson et David Tomblin
- 2004 : Working Title Films
- 2005 : Angela Allen
- 2006 : Chuck Finch et Billy Merrell
- 2007 : Nick Daubeny
- 2008 : Barry Wilkinson
- 2009 : Pinewood Studios et Shepperton Studios
- 2010 : Joe Dunton
- 2011 : La série des films Harry Potter
- 2012 : John Hurt
- 2013 : Tessa Ross
- 2014 : Peter Greenaway